# Try Honesty EP
Albums de Billy Talent
Dudebox Billy Talent
Try Honesty EP est un extended play de Billy Talent, et le premier enregistrement fait sous le nom de Billy Talent, les précédents ayant été faits sous le nom de Pezz. Il a été réédité, mais coûte malgré cela très cher du fait de sa rareté, et est vendu parfois à plusieurs centaines de dollars sur eBay. C'est grâce à cet EP qu'ils se sont fait remarquer par le producteur Gavin Brown, les aidant à lancer leur premier album et à se tailler une place dans le monde de la musique.

## Chansons
Toutes les chansons sont écrites par Billy Talent

### Original
| No | Titre                                     | Durée |
| -- | ----------------------------------------- | ----- |
| 1. | Try Honesty (démo)                        | 4:14  |
| 2. | How It Goes (démo de This Is How It Goes) | 4:16  |
| 3. | Cut The Curtains (démo)                   | 3:56  |
| 4. | Beach Balls                               | 3:48  |

### Réédition
| No | Titre                        | Durée |
| -- | ---------------------------- | ----- |
| 1. | Living in the Shadows (démo) | 3:20  |
| 2. | Try Honesty (démo)           | 4:14  |
| 3. | The Ex (démo)                | 3:06  |
| 4. | Cut The Curtains (démo)      | 3:56  |
| 5. | Prisoners of Today (démo)    | 3:48  |
| 6. | This Is How It Goes (démo)   | 4:16  |